# Maxi Rodríguez
Pro další hráče shodného jména viz Maximiliano Rodríguez (rozcestník)
Maximiliano Rubén Rodríguez známý zkráceně jako Maxi Rodríguez (* 2. ledna 1981, Rosario, Argentina) je argentinský fotbalista, který v současné době hraje za klub Newell's Old Boys v nejvyšší argentinské soutěži Primera División. Zároveň reprezentuje Argentinu v seniorských výběrech. Účastník MS 2006 v Německu, MS 2010 v Jihoafrické republice a MS 2014 v Brazílii.

## Reprezentační kariéra
Maxi získal s argentinským mládežnickým výběrem do 20 let titul na domácím Mistrovství světa U20 2001. Ve finále porazila Argentina Ghanu 3:0, Maxi vstřelil závěrečný gól.
Od roku 2003 je členem národního týmu Argentiny. Byl členem argentinského kádru na Konfederačním poháru 2005 v Německu, kde Argentina podlehla ve finále 1:4 Brazílii.

### Mistrovství světa 2006
Hrál na Mistrovství světa 2006 v Německu, kam jej nominoval trenér José Pékerman. V druhém zápase skupiny proti Srbsku a Černé Hoře vstřelil dva góly a Argentina porazila soupeře vysoko 6:0. Ve čtvrtfinále podlehli Argentinci Německu v penaltovém rozstřelu. Rodríguez se stal se třemi góly druhým nejlepším střelcem turnaje - společně s Ronaldem, Thierry Henrym, Fernando Torresem, Lukasem Podolskim, Hernánem Crespem, Davidem Villou a Zinedine Zidanem.

### Mistrovství světa 2010
Na Mistrovství světa 2010 v Jihoafrické republice reprezentoval též, Argentinci na lavičce s trenérem Diego Maradonou podlehli ve čtvrtfinále Německu 0:4.

### Mistrovství světa 2014
Trenér Alejandro Sabella jej vzal na Mistrovství světa 2014 v Brazílii, kde v základní skupině F Argentina obsadila s devíti body první příčku. S týmem postoupil až do finále proti Německu. V semifinále proti Nizozemsku došlo za stavu 0:0 na penalty, Maxi svůj pokus proměnil. Ve finále Argentina prohrála 0:1 v prodloužení a získala stříbrné medaile.